# Wilsonianismus
Als Wilsonianismus (englisch Wilsonianism, oder auch Wilsonian) bezeichnet man in den Vereinigten Staaten eine außenpolitische Doktrin, die durch den demokratischen US-Präsidenten Woodrow Wilson begründet wurde. Die Grundzüge dieser Politik sind größtenteils im 14-Punkte-Plan verfasst, den Wilson nach dem Ersten Weltkrieg vorgelegt hatte. Obwohl das Land zunächst in eine isolationistische Außenpolitik verfiel, haben sich seit dem Zweiten Weltkrieg zahlreiche Politiker – einschließlich einer Reihe nachfolgender US-Präsidenten – auf Wilsons Erbe berufen.

## Geschichte und Inhalt

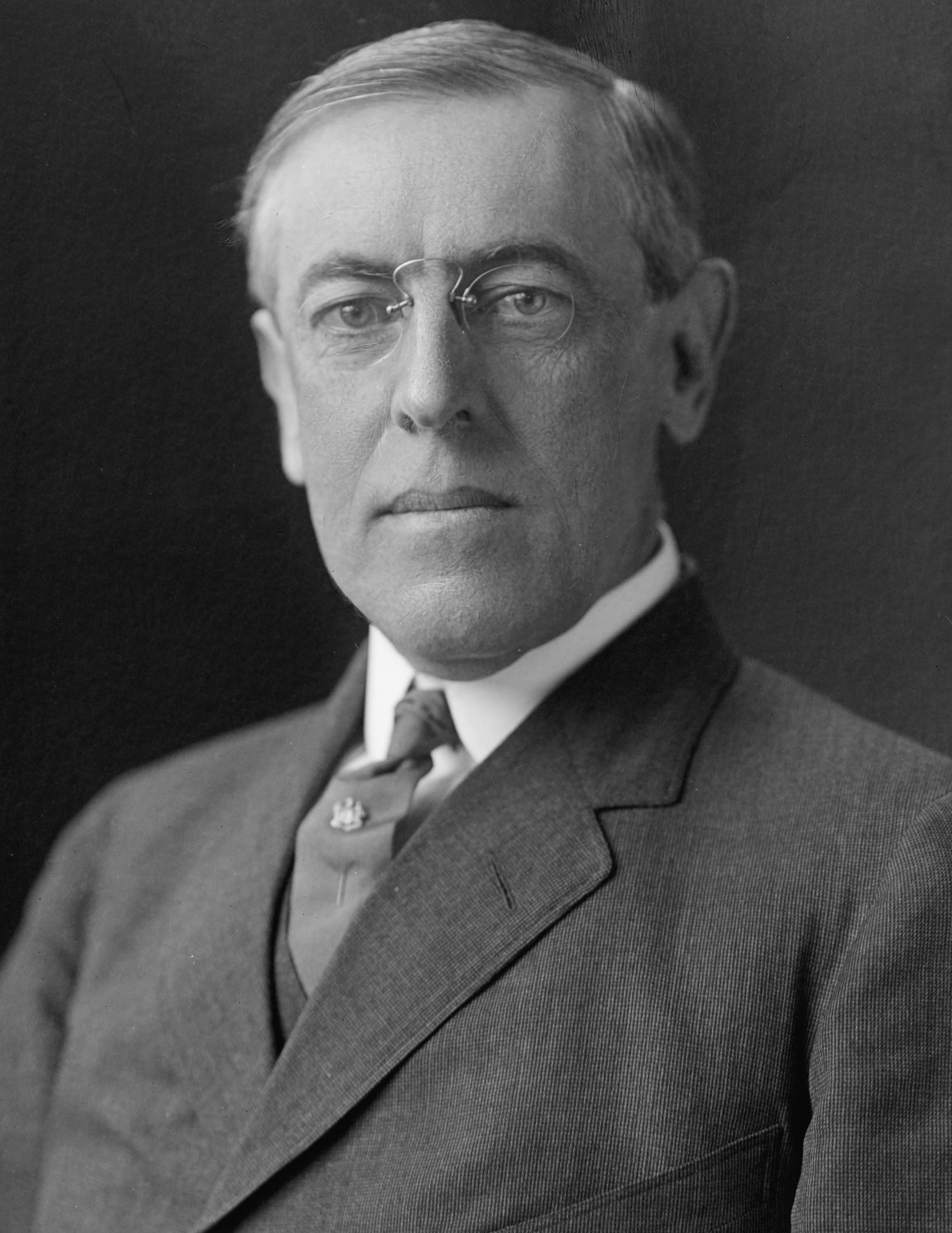
US-Präsident Woodrow Wilson

Nach dem Ersten Weltkrieg hatte US-Präsident Woodrow Wilson im Rahmen der Friedenskonferenz von Versailles im Jahr 1919 einen 14-Punkte-Plan vorgestellt. Unter anderem sollte mit diesem politischen Konzept ein künftiger, weltweiter, Konflikt vermieden werden. Wilson verstand sich außenpolitisch als Internationalist; das hieß, er trat für eine aktive Rolle seines Landes auf der Welt ein. Durch Diplomatie, eine gute wirtschaftliche Verflechtung mit dem Ausland sowie notfalls auch dem Einsatz von militärischen Mitteln sollten US-Interessen weltweit durchgesetzt werden. Darunter verstand er auch die Bewahrung des Weltfriedens, den der Präsident durch eine ausschließliche Konzentration auf das eigene Land in Gefahr sah.
Im Wesentlichen umfasst der Wilsonianismus vier Punkte:
- Die Verbreitung der Demokratie weltweit zu fördern,
- Förderung der Verbreitung der Marktwirtschaft und des Kapitalismus,
- Opposition zu einer isolationistischen Politik,
- Bei Gefährdung des Weltfriedens oder eigener Interessen militärisches Eingreifen in Konflikte.

Ausdruck verlieh Wilson dieser Haltung mit seinem Vorschlag zur Gründung des Völkerbundes; einer internationalen Organisation, in der Konflikte zwischen einzelnen Staaten auf diplomatischen Wege gelöst werden sollten. Präsident Wilson selbst wurde für seine Bemühungen um den Völkerbund noch im selben Jahr mit dem Friedensnobelpreis ausgezeichnet. Auf vehemente Opposition stieß der Präsident mit seiner Initiative im eignen Land. Im Zuge der Kongresswahlen vom Herbst 1918 errangen die oppositionellen Republikaner die Mehrheit im Kongress. Dem Drängen des Weißen Hauses zum Trotz wurde die Vereinbarung nicht durch den Senat ratifiziert; die Vereinigten Staaten traten damit nicht dem Völkerbund bei. Die Republikanische Partei war, wie auch die Mehrheit der US-Bürger, zu dieser Zeit sehr am Isolationismus orientiert und lehnte nach der Beteiligung am Ersten Weltkrieg jegliche Einmischung in die Weltpolitik ab. Viele Befürworter eines Isolationismus sahen die Vereinigten Staaten durch zwei Ozeane geschützt vor Kriegen in Europa und Asien und wollten sich daher auf freundschaftliche Beziehungen mit den unmittelbaren Nachbarn Kanada und Mexiko beschränken. Für die nächsten zwei Jahrzehnte sollte sich in dieser Stimmung nicht viel ändern, zumal man seit der Weltwirtschaftskrise von 1929 ohnehin mit innenpolitischen Problemen zu kämpfen hatte. Wilson selbst konnte sich nach einem Schlaganfall Ende 1919 nicht mehr aktiv einem Bemühen um den Völkerbund widmen und schied Anfang 1921, nach dem Ende seiner zweiten Amtszeit, aus dem Präsidentenamt aus. Seine drei republikanischen Nachfolger Harding, Coolidge und Hoover betrieben sowohl innen- und außenpolitisch eine Politik des Nichteinmischens. Erst nach dem Amtsantritt von Franklin D. Roosevelt 1933, der selbst als Staatssekretär im Marineministerium der Regierung Wilson angehörte, begann eine aktivere Außenpolitik. Mit Rücksicht auf die Stimmung der Bevölkerung begrenzte aber auch er bis zum Ausbruch des Zweiten Weltkrieges das außenpolitische Engagement seines Landes. Präsident Roosevelt versuchte mit seiner Good Neighbor Policy („Politik der guten Nachbarschaft“) vor allem die seit Beginn des Jahrhunderts gespannten Beziehungen mit Staaten aus Mittel- und Südamerika zu normalisieren.
Angesichts der neuen politischen Verwerfungen in Europa nach der Machtergreifung durch die Nationalsozialisten 1933 war der Völkerbund de facto gescheitert. Erst durch die Ereignisse zu Beginn des Zweiten Weltkrieges begann die Zustimmung zu isolationistischen Außenpolitik zu schwinden. Neben dem isolationistischen (innenpolitisch eher konservativen) Parteiflügel der Republikaner bildete sich Anfang der 1940er-Jahre auch ein (innenpolitisch liberaler) internationalistischer Flügel. 1940 stellten die Republikaner mit Wendell Willkie überraschend einen politischen Quereinsteiger Präsidentschaftskandidaten auf, der sich, einst selbst Demokrat, auf Wilsons Erbe berief. Auch Präsident Franklin D. Roosevelt, der die USA durch den Zweiten Weltkrieg führte, verstand sich als Verfechter des Wilsonianismus. Anstelle eines Nationalismus versuchte Roosevelt dem Gedanken der globalen Abhängigkeit aller von allen mit seiner Politik zur Geltung zu verhelfen. Roosevelt griff die Idee des Völkerbundes erneut auf und trieb die 1945 erfolgte Gründung der Vereinten Nationen als Lehre aus zwei Weltkriegen voran. Auch Roosevelts Nachfolger Harry S. Truman, der die Gründungsurkunde der UNO unterzeichnete und den amerikanischen Beitritt dem Kongress erfolgreich zur Ratifikation vorlegte, bezeichnete sich als Wilsonian Democrat. Die Nicht-Ratifikation des Völkerbundes zu Wilsons Zeiten bezeichnete Truman als folgenschweren Fehler. Obwohl Woodrow Wilson letztlich nicht mehr die Manifestierung seiner Philosophie erlebte (er starb bereits 1924) war die US-Außenpolitik nach dem Ende des Zweiten Weltkrieges hin zum Unilateralismus grundlegend neu ausgerichtet, was einen wesentlichen Beitrag zum Begründen des Kalten Krieges von westlicher Seite hatte.
Später beriefen sich zahlreiche Präsidenten und Politiker auf Wilsons Konzept; wie beispielsweise George W. Bush beim Beginn des Irakkrieges.

## Kritik
Der Wilsonianismus erfuhr sowohl im In- wie Ausland auch Kritik. Isolationisten in den USA sahen die Rolle ihres Landes weniger in der eines Weltpolizisten, sondern wollten sich auf die Sicherung der eigenen wirtschaftlichen Prosperität sowie Frieden mit den unmittelbaren Nachbarn beschränken. Sie wandten sich besonders gegen die Beteiligung an Kriegen. Befürworter von Wilsons Doktrin warfen den Gegnern vor, eigene sicherheits- und wirtschaftspolitische Interessen durch eine starre Politik des Nicht-Einmischens zu gefährden.
Auch in Europa trat Kritik an Wilsons Konzept hervor. So befürchteten, die USA würden mit diesem Ansatz andere Staaten zu Gunsten der eigenen Interessen dominieren und ihnen ihr wirtschaftliches und politisches System „aufzwingen“ wollen.